# 布鲁诺·马蒂尼
布鲁诺·马蒂尼（法語：Bruno Martini，1962年1月25日—2020年10月20日），法国足球运动员，司职守門員。

## 生平
1962年生于讷韦尔。1980年代效力于歐塞爾青年，代表该球队出场139次。1987年入选法國國家足球隊，出场31次，包括1992年欧洲杯。1990年代末，他效力于蒙彼利埃，出场113次。1999年退役后，担任法国国家队守门员教练。
2020年10月20日在蒙彼利埃逝世。